# Almsee
Almseee je jezero v hornorakouské části Solné komory v nadmořské výšce 589 m n. m. Nachází se na severní straně pohoří Totes Gebirge, na jehož vrchol Zwölferkogel ležící jih od jezera, vede od něj stezka. Leží na území obce Grünau im Almtal v okrese Gmunden. Na délku od jihu k severu má jezero délku přibližně 2,1 kilometru, na šířku od východu k západu přibližně 700 metrů. Jeho plocha je zhruba 85 hektarů.

## Vodní režim
Jezero má dva přítoky Aagbach a Kolmkarbach, přičemž první z nich se od druhého odděluje 600 m jižně od jezera. Odtéká z něj řeka Alm, pravý přítok Traunu v povodí Dunaje.

## Ochrana přírody
Od roku 1965 je jezero chráněným územím.